# Christian Juul-Rysensteen
Christian Frederik Adrian Juul lensbaron af Rysensteen (15. oktober 1838 på Lundbæk – 27. februar 1907 i København) var en dansk godsejer og politiker.
Juul var en søn af kammerherre, kaptajn Niels baron Juul-Rysensteen til substitutionen for baroniet Rysensteen (1804-1889) og Philippine f. Kjær. I 1859 blev han student fra Aalborg Katedralskole og tog i 1866 statsvidenskabelig eksamen. Efter at have købt Mundelstrupgård kom han som M.P. Bruuns efterfølger 1874 ind i Landstinget, hvor han, valgt af Højre, havde sæde som repræsentant for 9. kreds indtil 1890 og fra 1893 til sin død var kongevalgt medlem. Han tog særligt del i behandlingen af landbrugssager og af finansielle og militære anliggender og var jævnligt medlem af Landstingets Finansudvalg. Juul blandede sig sjældent i indenrigs- og udenrigspolitik og lagde sig op ad J.B.S. Estrups politiske linje.
I 1900 blev han trafikminister i ministeriet Sehested, men han blev hurtigt en af regeringens mest omstridte personer, da han impulsivt reprimanderede og forflyttede en trafikassistent, som havde svaret ham afvisende. I valgkampen 1901 var det en pakmester, der havde optrådt politisk på sin klasses vegne, som blev genstand for baron Juuls harme.
Juul var i en årrække sognerådsformand (1874-80) og fra 1886 til 1892 medlem af Århus Amtsråd, fra 1870 meddirektør for brandforsikringen "Jylland", indtil dette selskab blev sammensluttet med Det gjensidige Forsikringsselskab "Danmark". Han var fra 1889 direktør for Den Thaarupgaardske Stiftelse og fra 1888 landvæsenskommissær. Endelig var han fra 1896 og i en årrække medlem af Handelsbankens repræsentantskab, og kommitteret ved Hads Herred Banens ekspropriationskommission.
Han arvede substitutionen for baroniet Rysensteen og hovedgården Lundbæk 1889 og udnævntes til kammerherre 1890. Han blev kendt som en dygtig landmand.
21. oktober 1868 ægtede han i Nørre Sundby Elisabeth Hendrine Meinig (2. februar 1842 i Fredensborg – 30. januar 1897 i København), datter af etatsråd, herredsfoged Carl Diderik Meinig (1811-1897) og Elise Ovidia Caroline f. von Hadeln. 2. gang ægtede han 12. oktober 1901 i København Vibeke Margrethe Henriette Blechingberg (3. august 1856 på Frederiksberg – 26. september 1905 på Mundelstrupgård) datter af fuldmægtig i Indenrigsministeriet, senere borgmester i Roskilde, justitsråd Carl Daniel Friboe Blechingberg (1825-1890) og Jørgine Christine Worsaae (1830-1897).
Han blev Ridder af Dannebrog 1887, Dannebrogsmand 1896, Kommandør af 2. grad 1901. Maleri af H.C. Jensen fra 1897 i familieeje.
Han er begravet på Bislev Kirkegård.
| Efterfulgte: Embede genoprettet | Minister for offentlige Arbejder 24. april 1900 - 24. juli 1901 | Efterfulgtes af: Viggo Hørup |